# 寒河江康隆
寒河江康隆（さがえ　やすたか、1972年5月22日 - ）は神奈川県出身のギタリスト。

## プロフィール
1998年に中山弘のアシスタントを経てサポート及びスタジオミュージシャンとしての活動を始める。
1991年スタジオミュージシャンとして活動を始める。
同年、ハーフトーンミュージックに所属

2014年3月1日、MOJOSTを設立。
同年8月1日に福山芳樹の移籍を発表。代表取締役社長を務めながら、自身もMOJOST所属のアーティストとして変わらず活動を続けている。

## 主な活動

### サポート
- 神奈延年
- 福山芳樹
- 山口智充
- くず
- 三重野瞳
- 水野愛日
- 入野自由
- 山崎みちる
- 佳苗
- 清水聡
- 観月ありさ
- SMAP×SMAP
- コブクロ
- 貴水博之
- 松田樹利亜
- 久宝留理子
- チェキッ娘
- 西城秀樹
- Karin
- 島袋寛子
- kazami
- 田村ゆかり
- 宮﨑歩